# Missing (serie de televisión de 2003)
Missing (título original: Missing) es una serie policíaca y de misterio canado-estadounidense, que fue producida de 2003 hasta 2006 por NDG Productions.
La serie está basada en los libros de la serie 1-800-WHERE-R-YOU de la escritora estadounidense Meg(gin) Cabot, que escribe bajo el pseudónimo Jenny Carroll. La protagonista Gloria Reuben fue sustituida por Vivica A. Fox, después de haber salido de la serie al final de la primera temporada.

## Argumento
La protagonista de la serie es Jess Mastriani, que fue víctima de un impacto de relámpago. Desde entonces ella tiene habilidades de clarividente. Tiene visiones de personas que han desaparecido y por ello el FBI se comunica con ella. Desde entonces ayuda a la policia federal en la búsqueda de personas desaparecidas. Más tarde también se vuelve agente del FBI. En los casos que trata también se habla de muchos temas, desde rapto por envidia hasta con el propósito de conseguir dinero de rescate u otros chantajes.
La estructura es parecida a la serie de Sin rastro, pero también coge elementos de la serie de televisión La zona muerta. El tema dominante de los casos criminales es el elemento extrasensorial, que acaba a menudo bien, ya que se encuentra a la persona raptada con vida.

## Reparto
- Catarina Scorsone - Jess Mastriani (55 episodios)
- Vivica A. Fox - Nicole Scott (37 episodios)
- Mark Consuelos - Antonio Cortés (37 episodios)
- Justin Louis - John Pollock (37 episodios)
- Gloria Reuben - Brooke Haslett (18 episodios)
- Sunny Estrada - Justina Machado (18 episodios)
- Dean McDermott - Alan Coyle (18 episodios)
- Alex Appel - Janey Cooper (8 episodios)

## Resumen

### Primera temporada (2003–04)
En la primera temporada Jess trabaja con la agente del FBI Brooke Haslett zusammen. Al principio no se caen bien, pero luego aprenden a apreciarse. Otros protagonistas son Sunny Estrada, la experta en búsquedas, que no investiga directamente pero que proporciona información respecto al caso, al igual que Alan Coyle, el superior de ambas mujeres. 
Brooke recibe además la propuesta de asumir un puesto sénior en San Francisco. El último episodio termina  con la decisión de Jess de ser agente del FBI, mientras que Brooke se va a San Francisco. La primera temporada ocurre en Indiana, el hogar de Jess, por lo que su madre y su hermano aparecen a menudo.

### Segunda temporada (2004–05)
Tras el final de la temporada 1, se decidió hacer un cambio radical respecto a la serie. El título original cambió a Desaparecido y solo Caterina Scorsone, también conocida como Jess Mastriani, permaneció entre los cuatro actores principales. Ahora se ha vuelto una agente del FBI, tiene un peinado diferente (pelo rojo) y actúa cada vez con más confianza. Su nueva pareja es Nicole Scott, quien en el pasado a menudo se ha metido en problemas con sus jefes porque no siempre sigue las reglas. Otros miembros de su equipo incluyen a Antonio Cortez y John Pollock, el líder del equipo. Todos los personajes se desarrollan a medida que avanza la temporada. Al principio, Jess no se lleva bien con la manera directa y poco convencional de Nicole, pero luego se vuelven amigas. Además, resulta que Nicole y Antonio tuvieron una aventura mientras trabajaban juntos en Phoenix en 1999. Al principio Pollock es extremadamente antipático, pero se vuelve más accesible a medida que avanza la serie. 
El episodio final termina con los cuatro resolviendo juntos un caso extremadamente difícil y peligroso, y, como recompensa, Pollock les da a todos unas vacaciones de dos semanas. Entonces se ve que Antonio y Nicole vuelven a estar juntos.

### Tercera temporada (2005-06)
El primer episodio tiene lugar solo dos semanas después del final de la segunda temporada (después de las vacaciones). Al principio aparece un nuevo miembro del equipo, Janey Cooper. Sin embargo ella recibe un disparo en el octavo episodio. Pollock tiene un problema conyugal, razón por la cual termina de baja. Además, Antonio y Nicole están en una relación, por lo que él está considerando dejar el FBI (las relaciones entre agentes del FBI en el mismo equipo no están permitidas según la serie). Para que se quede con el equipo, Nicole termina la relación. Antonio recibe amenazas de muerte al final de la temporada y casi es apuñalado mientras intenta arrestar a un sospechoso. 
Al final del último episodio, Nicole y Antonio acuerdan encontrarse para desayunar. Antonio abre la puerta del coche, se sube y lo cierra. Entonces el coche explota ante los ojos de Nicole.

## Premios
- 2005: 2 Image Awards (Actriz Destacada en Serie Dramática ( Vivia A. Fox ) y Mejor Actor de Reparto en Televisión ( Mark Consuelos).
- 2006: Premio de imagen a la mejor actriz en una serie dramática para Vivica A. Fox